# Лос Рејес Акакилпан
Лос Рејес Акакилпан (шп. Los Reyes Acaquilpan) је град у Мексику у савезној држави Мексико. Према процени из 2005. у граду је живело 232.211 становника.

## Становништво
Према процени из 2005. у граду је живело 232.211 становника.
| 1990.   | 1995.   | 2000.   | 2005.   |
| ------- | ------- | ------- | ------- |
| 134.544 | 178.534 | 211.298 | 232.211 |